# Robert Cullen
Robert Cullen (em japonês:  カレン ロバート - Karen Robāto) (Tsuchiura, 7 de junho de 1985) é um ex-futebolista japonês que atuava como atacante.

## Carreira
Seu primeiro jogo como profissional foi em maio de 2004, quando o Júbilo Iwata enfrentou o Oita Trinita pela J-League. Em 7 anos, Cullen atuou em 110 jogos e fez 29 gols, sendo eleito o novato do ano em 2005. Em 2010, assinou com o Roasso Kumamoto, disputando 18 partidas e fazendo um gol na segunda divisão japonesa.
Em janeiro de 2011, foi contratado pelo VVV-Venlo, atuando com seus compatriotas Keisuke Honda e Maya Yoshida, permanecendo até 2013; foram 69 partidas disputadas e 7 gols marcados. Vestiu também as camisas de Suphanburi (Tailândia), Seoul E-Land (Coreia do Sul) e NorthEast United (Índia), ficando um ano parado. Em julho de 2018, assinou com o Leatherhead, clube das divisões inferiores da Inglaterra. Após 8 jogos e 3 gols, Cullen encerrou a carreira aos 33 anos.

## Carreira internacional
De ascendência norte-irlandesa, Cullen representou a Seleção Sub-20 do Japão entre 2003 e 2005, tendo disputado 11 partidas.
Em fevereiro de 2012, o técnico da Seleção Norte-Irlandesa, Michael O'Neill, pediu para que o atacante jogasse pela Green and White Army.

## Títulos

### Individuais
- Novato do ano da J-League: 2005[3]